# Jimmy Palao
James Florestan „Jimmy“ Palao (* 19. Februar 1879 in Algiers; † 8. Januar 1925 in Chicago) war ein US-amerikanischer Musiker des frühen und des New Orleans Jazz. Er spielte vor allem Violine, war aber Multiinstrumentalist und Komponist.

## Wirken
Palao verlor mit fünf Jahren seine Mutter und wurde von seinem Vater und seiner Großmutter Spriggs erzogen, weswegen er auch unter dem Namen Jimmy Spriggs bekannt war. Er erhielt eine gute musikalische Erziehung und konnte im Gegensatz zu vielen anderen damaligen Jazzmusikern Noten lesen. Außer Violine spielte er auch Saxophon, Mellophon, Kornett, Banjo und Althorn. Palao spielte zunächst in der Kirche seiner Tante (The Sacred Heart of Mary Church), 1897/98 in der Pacific Brass Band und von 1897 bis 1900 in der Brass Band von Henry Allen senior in Algiers. Um 1900 gründete er eine eigene Band, veröffentlichte in den 1900er Jahren erste Ragtime-Kompositionen und 1903 bis 1905 spielte er in der Band von Buddy Bolden, den er auch in Musik unterwies. 1905 bis 1907 war er im Imperial Orchestra, gegründet von Manuel Perez.
Da Palao Noten lesen konnte und als Violinist das Tempo vorgab, wird er auch bisweilen als Leiter des Imperial Orchestra bezeichnet (es gibt ein Foto aus dieser Zeit mit Leader auf seiner Mütze). 1913 war er in Los Angeles mit Bill Johnson. Johnson und Palao waren 1914 Gründer des Original Creole Orchestra, in dem auch Freddie Keppard spielte, dem er oft auf der Violine den Ton für seine Improvisation vorgab, da Keppard keine Noten lesen konnte, sowie Dink Johnson, Eddie Vincent (Posaune), Norwood Williams (Gitarre) und George Baquet. Bill Johnson war der Manager, und Palao wird wie beim Imperial Orchestra häufig als Leiter angegeben, da er Noten las und das Tempo vorgab – Star der Band war Keppard. Sie tourten landesweit, und die Band trug wesentlich dazu bei den Jazz im Land bekannt zu machen. Sie gingen ab 1914 auf Vaudeville-Tour und bestanden bis 1918.
Nach der Auflösung der Original Creole Band spielte er bei Lawrence Duhé, King Oliver (1921/22 in Kalifornien), in Jones Dreamland Band Jolly Jazzing Leopards (mit Lil Armstrong), John Wycliffe´s Syncopated Ginger Snaps (die das Gesangs- und Tanzduo Dave and Tressie begleiteten) und mit Fess Williams. In Chicago spielte er mehr Banjo und Saxophon als Violine. Er starb an Tuberkulose.
Er heiratete 1905 und hatte vier Töchter. Die Nachfahren lebten später in Chicago und dort befindet sich auch sein Nachlass (Chicago History Museum).